# Joaquín Tobio Burgos
Joaquín Tobio Burgos (Chascomús, 14 dicembre 2004) è un calciatore argentino, attaccante dell'Estudiantes (LP).

## Caratteristiche tecniche
Gioca come ala sinistra.

## Carriera
Tobio Burgos è cresciuto nelle giovanili dell'Estudiantes (LP) con cui ha firmato il primo contratto professionistico il 15 agosto 2024. Ha debuttato in prima squadra il 7 ottobre seguente nell'incontro di Primera División vinto 2-1 contro il Banfield proprio grazie ad un suo gol nei minuti finali.

## Statistiche

### Presenze e reti nei club
Statistiche aggiornate al 15 marzo 2025.
| Stagione        | Squadra          | Campionato      | Campionato | Campionato | Coppe nazionali | Coppe nazionali | Coppe nazionali | Coppe continentali | Coppe continentali | Coppe continentali | Altre coppe | Altre coppe | Altre coppe | Totale | Totale | Totale |
| Stagione        | Squadra          | Comp            | Pres       | Reti       | Comp            | Pres            | Reti            | Comp               | Pres               | Reti               | Comp        | Pres        | Reti        | Pres   | Reti   |        |
| --------------- | ---------------- | --------------- | ---------- | ---------- | --------------- | --------------- | --------------- | ------------------ | ------------------ | ------------------ | ----------- | ----------- | ----------- | ------ | ------ | ------ |
| lug.-dic. 2024  | Estudiantes (LP) | PD              | 10         | 2          | CA+CdL          | -               | -               | CL                 | -                  | -                  | SA+TdC      | 0+1         | 0           | 11     | 2      |        |
| 2025            | Estudiantes (LP) | PD              | 7          | 2          | CA              | 1               | 1               | CL                 | -                  | -                  | -           | -           | -           | 8      | 3      |        |
| Totale carriera | Totale carriera  | Totale carriera | 17         | 4          |                 | 1               | 1               |                    | -                  | -                  |             | 1           | 0           | 19     | 5      |        |

## Palmarès

### Club

#### Competizioni nazionali
- Trofeo de Campeones de la Liga Profesional: 1

Estudiantes: 2024